# Millet (Ottomaanse Rijk)
Een millet (Osmaans: ملت) (van het Arabische woord millah = natie) was de benaming voor het categoriseren van religieuze gemeenschappen in het Ottomaanse Rijk. De leden van de millet moesten zich houden aan wat de religieuze autoriteiten van hun religie voor hen bepaalde en genoten een grote mate van autonomie qua persoonsgebonden zaken. Op godsdienstig en juridisch vlak moesten ze evenwel de suprematie van de soennitische islam erkennen.
Binnen het Ottomaanse Rijk bestonden er verschillende millets waarin individuen werden gecategoriseerd op basis van hun religie en waarbij de godsdienst van het individu een significantere positie had dan de etniciteit.
- Moslim Millet - deze millet omvatte alle soennitische en sjiitische moslims ongeacht etniciteit die in het rijk woonden.
- Orthodoxe Christelijke Millet - deze millet omvatte de Grieks-orthodoxe, Servisch-orthodoxe en Bulgaars-orthodoxe christenen die in het rijk woonden.
- Armeense Apostolische Millet - deze millet omvatte de Armeense orthodoxe christenen die in het rijk woonden.
- Joodse Millet - deze millet omvatte de Sefardische en Ashkenazische joden die in het rijk woonden.
- Katholieke Millet - deze millet omvatte de Rooms-katholieke christenen die in het rijk woonden.
- Protestantse Millet - deze millet omvatte de protestantse christenen die in het rijk woonden.
- Aramese Millet - deze millet omvatte de Aramese christenen die in het rijk woonden en waren onderverdeeld in vier verschillende kerkdenominaties.

Het Ottomaanse millet-systeem wordt beschouwd als een vroeg voorbeeld van het premoderne religieuze pluralisme.
Niet alle bevolkingsgroepen in het Ottomaanse Rijk maakten deel uit van een millet. West-Europese handelaren (Levantijnen), Sefardische Joden en Pontisch Griekse mijnwerkersgemeenschappen vielen niet onder een eigen millet, maar werden beschermd door uitgebreide overeenkomsten (capitulaties) met vreemde mogendheden of door de specialisatie van hun beroep.